# Janvière Ndirahisha
Janvière Ndirahisha, née le 18 décembre 1966 dans la province de Makamba au sud du Burundi, est une femme politique burundaise, ministre de l'Éducation et de la Formation technique et professionnelle de 2015 à 2020.

## Études
Après son diplôme en mathématiques de la faculté des sciences de l'université du Burundi, elle poursuit ses études à l'université d'Anvers en Belgique. Elle y écrit une thèse de doctorat intitulée Représentations Grothendieck, sous la direction de Fred Van Oystaeyen, en 2003.

## Parcours professionnel
Janvière Ndirahisha a dirigé l'École normale supérieure de Bujumbura (ENS) jusqu'en 2015. Elle est connue pour avoir pris des décisions sévères durant les moments de grève des étudiants à l'ENS. En 2011, Ndirahisha demandait, à tous étudiants désirant continuer ses études à l'ENS, de signer un acte d'engagement selon lequel les étudiants ne devaient plus grever ou soutenir ceux qui faisaient des revendications à travers la grève, afin de pouvoir s'inscrire. Contrairement, l'année académique était annulée.
Janvière Ndirahisha est nommée ministre de l'Éducation et de la Formation technique et professionnelle lors du dernier mandat du président Pierre Nkurunziza en 2015. Elle est connue pour différentes réformes dans le système éducatif burundais.
Janvière Ndirahisha préside également la commission nationale du Burundi pour l'UNESCO depuis son entrée en fonction, le 24 août 2015.